# Bacterioom

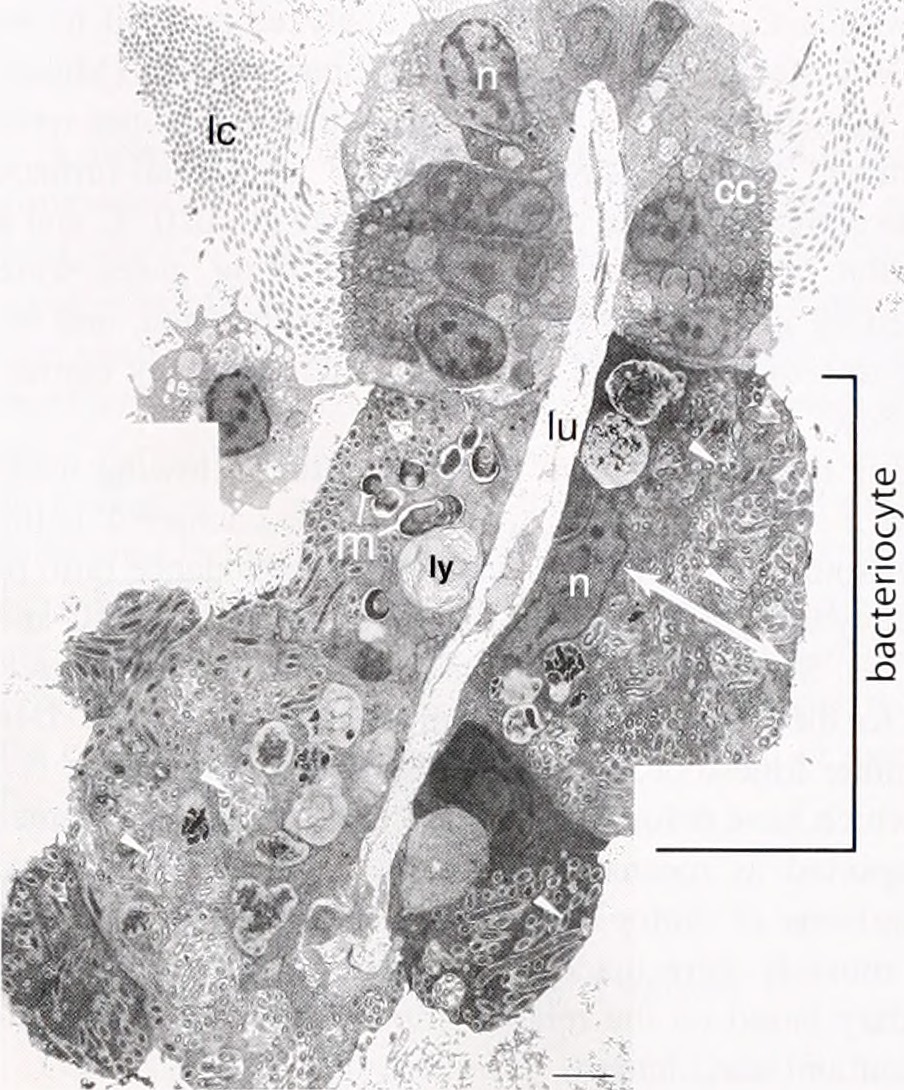
Post-larvale Bathymodiolus azoricus kieuwfilament met bacteriocyt

Een bacterioom is een gespecialiseerd orgaan (of een deel van een orgaan), voornamelijk gevonden bij sommige insecten, waarin  emdosymbiotische bacteriën voorkomen. De bacteriomen bevatten gespecialiseerde cellen, bacteriocyten genaamd, die zorgen voor voedingsstoffen en beschutting van de bacteriën en tegelijkertijd hun gastheer beschermen. In ruil daarvoor leveren de bacteriën essentiële stoffen zoals vitaminen en aminozuren aan hun gastheer.
Sommige insecten, zoals de Homalodisca vitripennis, herbergen meer dan één soort bacterie. Bij schildluizen (Diaspididae) hebben bacteriomen unieke genetische en seksuele eigenschappen. Ze hebben bijvoorbeeld per cel vijf exemplaren van elk chromosoom - inclusief twee exemplaren van het complete genoom van de moeder.
Bij de bladvlo Pachypsylla venusta komt in het achterlijf een bacterioom voor, waar in de bacteriocyten bacteriën van de endosymbionte soort Carsonella ruddii voorkomen. De tseetseevlieg bevat in de voorste middendarm ook een bacterioom .
Bij de mensen en vele andere dieren wordt de darm beschouwd als een bacterioom, omdat het ook bacteriën bevat, die in een symbiotische relatie met de gastheer leven.